# Oussama Khafi
Oussama Khafi (en arabe : أسامة خافي), né le 10 décembre 1997 à Guelmim, est un coureur cycliste marocain.

## Palmarès et résultats

### Par année
- 2013
  -  Champion du Maroc sur route cadets
- 2019
  -  Champion du Maroc sur route espoirs
  - 2e du championnat du Maroc sur route
  - 3e du championnat du Maroc du contre-la-montre espoirs
  - 3e du Challenge du Prince - Trophée princier
- 2021
  - 7e étape du Tour du Faso (contre-la-montre par équipes)
  - 2e du Tour du Faso
- 2022
  - Tour de Tanger-Tétouan-Al-Hoceima :
    - Classement général
    - 3e étape

  - 2e du Trophée princier
- 2023
  -  Médaillé d'or du contre-la-montre par équipes des Jeux panarabes
  - Tour du Nord Maroc : 
    - Classement général
    - 1re étape

  - 2e du Grand Prix Chantal Biya
- 2024
  - 8e étape du Tour du Maroc
  - 2e du championnat du Maroc sur route
  - 3e du championnat du Maroc du contre-la-montre

### Classements mondiaux
| Année                                 | 2019 | 2020  | 2021 | 2022  | 2023 | 2024 |
| ------------------------------------- | ---- | ----- | ---- | ----- | ---- | ---- |
| Classement mondial                    | 600e | 1950e | nc   | 1278e | 475e | 659e |
| UCI Africa Tour                       | 26e  | 85e   | nc   | 66e   | 15e  | 33e  |
|                                       |      |       |      |       |      |      |
| Légende : nc = non classéSource : UCI |      |       |      |       |      |      |